# Monitoring fœtal

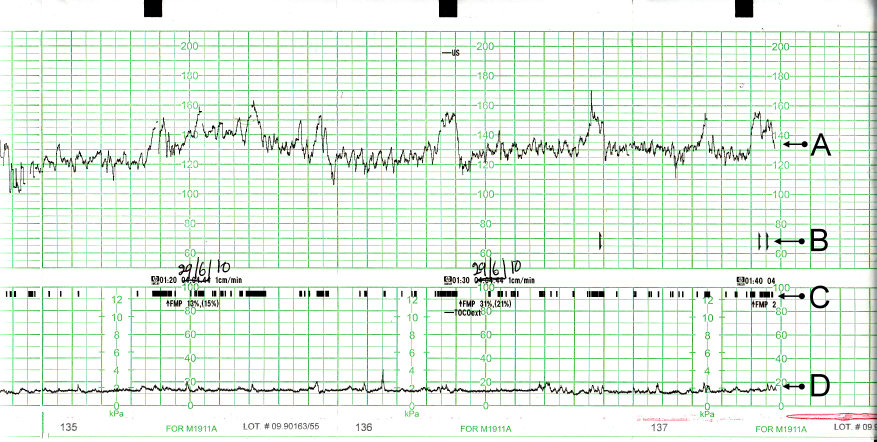
Données cardiotocographes typiques pour une femme enceinte. A: Battement du cœur fœtal; B: Indicateur de mouvements ressentis par la mère (activé par une touche); C: Mouvement fœtal; D: Contractions de l'utérus

Le monitoring fœtal, monitorage fœtal, ou surveillance fœtale  par cardiotocographie permet à la fois de réaliser un enregistrement du rythme cardiaque fœtal (RCF) et un enregistrement des contractions utérines. Il s'effectue à l’aide d’un appareil appelé cardiotocographe. Ce monitorage est utilisé pour dépister des situations ayant des répercussions sur le rythme cardiaque fœtal pendant la grossesse et/ou l'accouchement.

## Étymologie
Les mots cardiotocographe et cardiotocographie proviennent des racines grecques : cardio- pour le cœur, -toco- relatif à la naissance d'un enfant et -graphe pour l'écriture.

## Objectif et cibles du monitoring
Le but du monitoring fœtal est de pouvoir analyser en temps réel le rythme cardiaque du fœtus et les contractions utérines de la mère lors de l'accouchement. Ce monitoring est quelquefois utilisé de façon systématique par certaines structures hospitalières. Il a été mis en place dans l'optique de diminuer la mortalité périnatale (avant, pendant et après l'accouchement) et d'éviter d'éventuelles séquelles neurologiques pour le fœtus, dues à une souffrance fœtale aiguë (manque d'oxygène dans le sang du fœtus). 

### En l'absence de risques pré-identifiés
Sa supériorité par rapport à une auscultation intermittente durant la phase de travail n'est pas prouvée en termes de morbidité et de mortalité périnatale.
Son utilisation systématique pour les femmes ne présentant pas de risques, très en vogue depuis son apparition depuis les années 1960, n'est toutefois pas recommandé dans le cas d'un travail spontané à terme par le Journal of Obstetrics and Gynaecology Canada, qui relève l'absence d'avantages de cette technique, a contrario associée à une hausse des taux de césarienne et d’accouchement vaginal instrumental, facteurs de risque pour la mère.

### En cas de grossesse à risque
Bien qu'il n'existe pas de données probantes sur la supériorité du monitoring fœtal électronique en cas de grossesses à risque, à l'exception d'une présomption forte de baisse des cas de convulsions néonatales,, son emploi est recommandé par la société des obstétriciens et gynécologues du Canada, l'absence de preuves pouvant résulter d'une recherche médicale insuffisante,.

### Utilisation ante-partum
Par ailleurs, il est également utilisé pendant la grossesse en présence de facteurs de risques liés au terme de la grossesse ou en cas de pathologies associées. 

## Principe d’analyse
Le monitoring fœtal consiste en deux analyses simultanées : celle des contractions du muscle utérin et celle du rythme cardiaque du fœtus.

### Les contractions utérines
L’analyse de la fréquence des contractions permet d’anticiper le risque d’un accouchement prématuré, lors du suivi de la grossesse, ou d’estimer l’efficacité des contractions en vue d’un accouchement.
Cette analyse se base sur celle du tonus utérin de base (c'est-à-dire la pression qui règne dans l'utérus entre deux contractions) et sur l'étude de l'intensité, la fréquence et la durée de celles-ci. 
Ces anomalies ont des conséquences à la fois maternelles et fœtales. Elles doivent être détectées pour que l'accouchement n'ait pas de
conséquences dramatiques pour la mère ou l'enfant.       

#### Les principales anomalies liées aux contractions

##### Liée à la fréquence
On parle d'hypocinésie utérine lorsqu'il y moins de 2 contractions utérines par dix minutes et d'hypercinésie utérine lorsqu'il y a plus de 5 contractions utérines par dix minutes.

##### Liée à l'intensité
On parle d'hypertonie utérine lorsqu'une contraction utérine dure plus d'une minute dans son acmés et d'un mauvais relâchement utérin lorsque l'utérus se relâche partiellement entre chaque contraction, ceci s'accompagne généralement d'une hypercinésie utérine.

### Le rythme cardiaque fœtal
L'analyse du rythme cardiaque fœtal est nécessaire pour détecter toute anomalie pouvant survenir lors de l'accouchement (pathologies, anémie maternelle...), les anomalies au cours du travail étant leur seul signe clinique. 
L’étude du rythme cardiaque fœtal se base sur quatre critères : le rythme de base (qui doit être compris entre 120 et 160 battements cardiaques par minute), sa variabilité, ses accélérations, et la présence éventuelle de ralentissements.
Les anomalies détectées peuvent être de différentes natures. Elles peuvent concerner le rythme cardiaque, ses oscillations ou une altération de sa périodicité. Nous ne parlerons que des anomalies rythmiques car ce sont les plus simples à analyser. 

## Méthode d'analyse
Cette partie traite des différentes méthodes utilisées pour analyser le rythme cardiaque fœtal et les contractions utérines. Pour les deux analyses, deux méthodes existent : une externe et une interne nécessitant  une intervention. 

### Pour les contractions utérines

#### La tocographie externe
Le capteur est placé sur l'abdomen, et mesure la variation de la tension au niveau de la paroi abdominale. Ces variations vont permettre de connaître la tension des muscles utérins et des muscles abdominaux.
Avant de lancer la mesure, le tonus de base est calibré à 20 mmHg de façon artificielle. La calibration devra se faire à chaque changement de position de la patiente.
Cette technique a de nombreux avantages. Tout d'abord, elle est sans danger pour la mère. Le capteur se place facilement sur elle et il permet de bien
détecter toutes les variations de rythme des contractions (fréquence et durée des contractions ainsi que leur aspect).
Cependant, le capteur ne permet pas de détecter la pression amniotique et la valeur réelle du tonus de base, puisque celui-ci est fixé artificiellement. Dans le cas d'accouchement plus difficile, un tocographe interne devra être mis en place.

#### La tocographie interne
Dans ce cas, le capteur est placé dans un cathéter. Celui-ci est alors inséré aseptiquement dans la cavité amniotique, après rupture de la membrane placentaire. 
Cette technique permet de mesurer plus précisément le tonus de base, ainsi que les intensités de contraction utérine. En effet, la mesure ne sera plus altérée par les changements de position de la mère, comme c'était le cas pour la technique précédente.
Cependant, de nombreuses contre-indications médicales peuvent empêcher la mise en place d'un tel système, à cause de la rupture de la membrane. De plus, le risque infectieux est présent (1/40 000), le cathéter peut se rompre et l'abdomen peut-être perforé à cause de cette intervention. Néanmoins, les deux dernières complications sont extrêmement rares.

### Pour l'étude du rythme cardiaque fœtal
L'enjeu principal de ces méthodes est de pouvoir détecter le rythme cardiaque du fœtus, mais pas celui de la mère. La plupart des systèmes d'étude du rythme cardiaque fœtal sont basés sur les ultrasons. En effet, les ultrasons sont plus ou moins renvoyés en fonction de la densité des objets (ici des organes) que le son rencontre. Comme pour l'étude des contractions utérines, il existe deux types de méthodes d'analyse, une externe et une interne.

#### Les capteurs externes
Ces capteurs sont utilisés dans plus de 60 % des cas. Le capteur se place sur le ventre de la mère. Le capteur envoie, dans l'abdomen, un large spectre d'ondes sonores (inaudibles), afin d'éviter des pertes de signal. Le signal récupéré par le capteur est alors traité pour retirer les parasites (bruits du corps de la mère, rythme cardiaque maternel, etc.). Les études récentes[réf. nécessaire][Quand ?][Lesquelles ?] semblent montrer que les ondes sonores n'ont aucun impact sur l'enfant. Cependant, l'information peut être perdue lors de l'expulsion du petit.

#### Les capteurs internes
Dans des cas très particuliers, les capteurs internes doivent être utilisés. Un capteur est placé sur la tête du fœtus pour capter les battements de son cœur. Ce capteur est appelé électrode de scalpe. 
Un second capteur est utilisé pour mesurer la tocométrie interne. Ce capteur est placé le long de la paroi utérine.
Cette technique est beaucoup plus précise que la précédente. Le risque d'hémorragie du fœtus est très faible. Le risque infectieux existe, mais il est extrêmement rare (2/1000 naissances).